# Vladimír Sadek
Vladimír Sadek (22. září 1932 Praha – 31. května 2008 tamtéž) byl český judaista a hebraista, znalec židovské mystiky. Studoval u PhDr. Otto Munelese, jehož odkazu si velmi vážil a také o něm psal; pod jeho vedením také pracoval v pražském Státním židovském muzeu. Od roku 1974 je v materiálech Státní bezpečnosti veden jako její agent.
Od devadesátých let vyučoval na FF UK, posléze HTF UK. Věnoval se především kabale a obecně mystice v rámci judaismu, dále též chasidismu, židovské filosofii a dějinám židovské kultury v Čechách. Těmto tématům se věnují dvě jeho populárně-naučné knihy.
Profesor Sadek byl dvakrát ženat; odchod jeho první ženy Evy Štolbové jej hluboce poznamenal. Tehdy začal zaznamenávat sny, v nichž se setkával s dušemi své první ženy a své matky. Tento „snový deník“ je hluboce intimní a autor s jeho uveřejněním dlouho váhal; nakonec svolil, aby byl vydán posmrtně.

## Dílo
- Seznam děl v Souborném katalogu ČR, jejichž autorem nebo tématem je Vladimír Sadek
- Židovská mystika v Praze. Myšlenky a duchovní hodnoty kabaly. Praha 1992.
- Židovská mystika. Praha: Agite/Fra 2003.
- Doteky duše. Snový deník vzestupu lidské duše. Praha: Malvern 2009.